# Tipula erostrata
Tipula erostrata är en tvåvingeart som beskrevs av Alexander 1945. Tipula erostrata ingår i släktet Tipula och familjen storharkrankar.
Artens utbredningsområde är Colombia. Inga underarter finns listade i Catalogue of Life.